# Gossypium anomalum
Gossypium anomalum là một loài thực vật có hoa trong họ Cẩm quỳ. Loài này được Wawra & Peyr. mô tả khoa học đầu tiên năm 1859.